# Chrudim
Chrudim (prononcé en tchèque : [ˈxruɟɪm]) est une ville de la région de Pardubice, en Tchéquie, et le chef-lieu du district de Chrudim. Sa population s'élevait à 23 441 habitants en 2024.

## Géographie
Située dans le nord-est de la région historique de Bohême, la ville est arrosée par la rivière Chrudimka, un affluent de l'Elbe. Elle se trouve à 10 km au sud de Pardubice et à 99 km à l'est de Prague.
La commune est limitée par Dřenice au nord-ouest, par Mikulovice, Ostřešany et Tuněchody au nord, par Úhřetice, Vejvanovice et Kočí à l'est, par Orel et Slatiňany au sud, et par Rabštejnská Lhota, Sobětuchy, Lány, Bylany et Třibřichy à l'ouest.

## Histoire
Fondée au IXe siècle, la ville est mentionnée pour la première fois en 1055, à l'occasion de la mort du duc Bretislav Ier de Bohême. Déjà à l'époque, Chrudim fut une résidence princière des Přemyslides ; notamment d'une lignée cadette de la dynastie, descendants du prince Děpold. Sous le règne d'Ottokar II de Bohême, la cité obtint le statut de ville royale (královské město). Durant les croisades contre les hussites, son château fut complètement détruit.

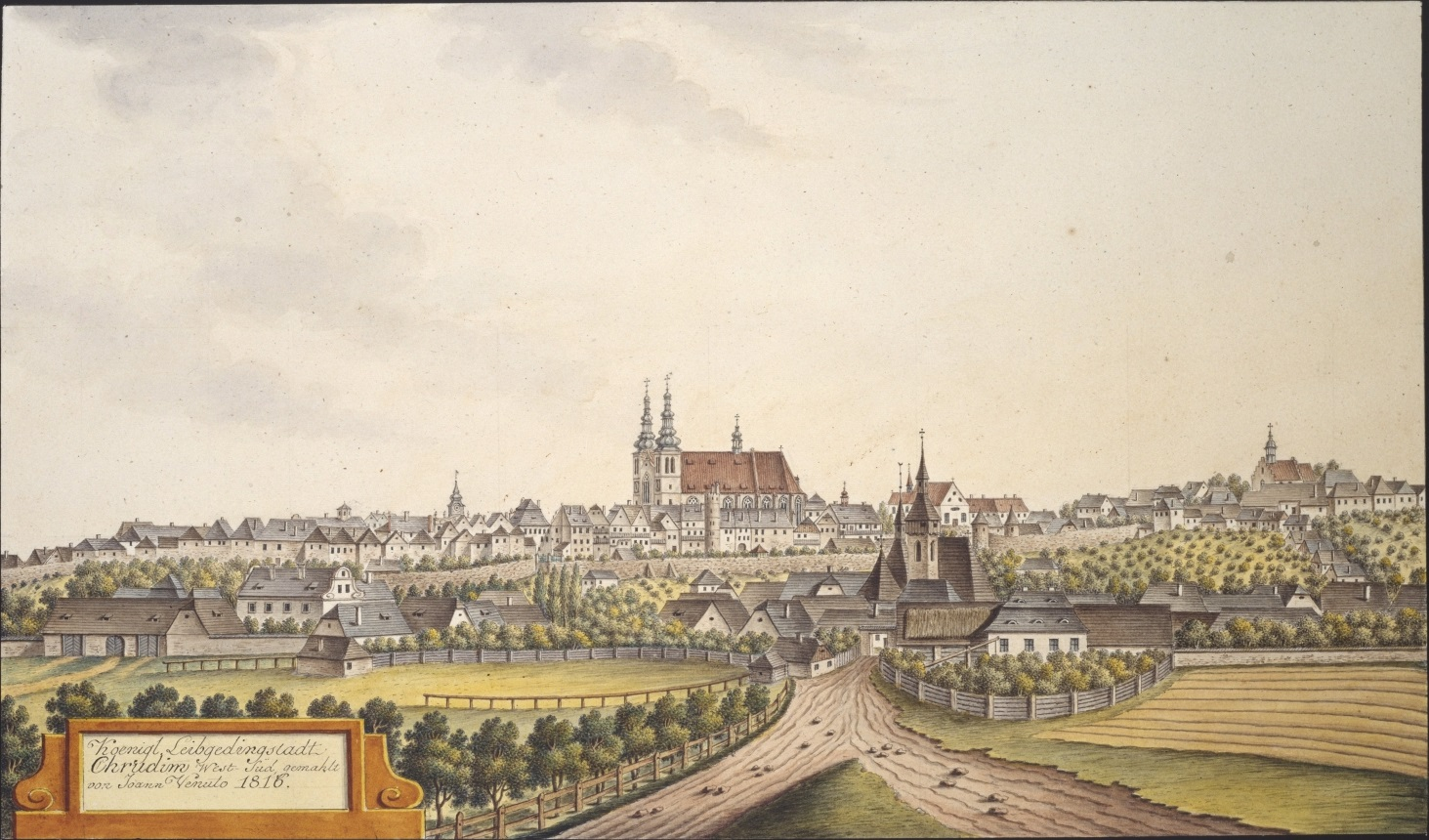
Chrudim en 1816, par Joann Venuto.

À partir de 1526, les pays de la couronne de Bohême appartenaient à la monarchie de Habsbourg. Jusqu'en 1918, la ville fit partie de l'empire d'Autriche), puis d'Autriche-Hongrie (Cisleithanie après le compromis de 1867), district de Chrudim, un des 94 Bezirkshauptmannschaften en Bohême.

## Administration
La commune se compose de huit sections :
- Chrudim I (Vnitřní Město)
- Chrudim II (Nové Město)
- Chrudim III (Kateřinské Předměstí)
- Chrudim IV (Jánské Předměstí)
- Medlešice
- Topol
- Vestec
- Vlčnov

## Galerie

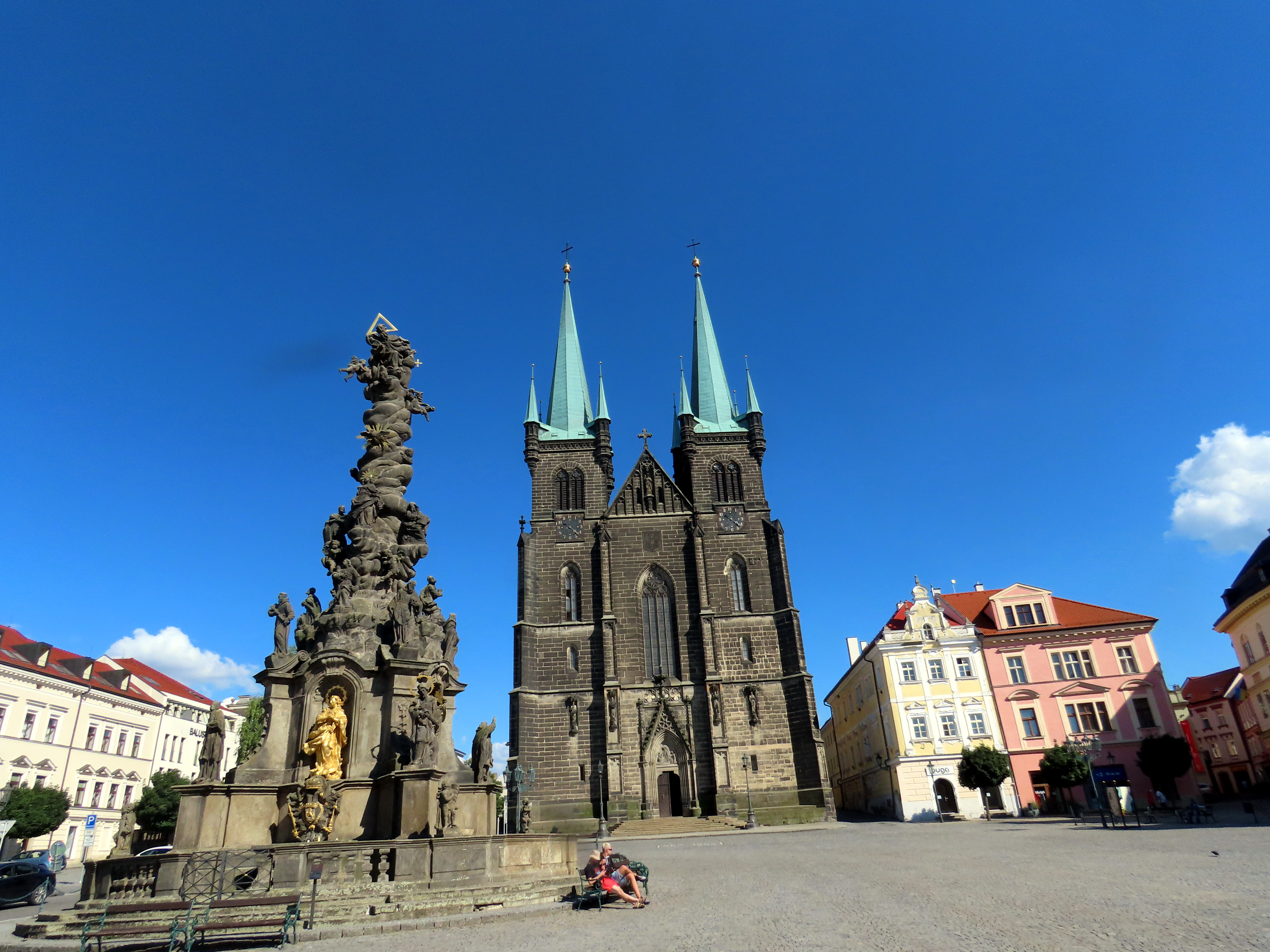
Place Ressel, église de l'Assomption de la Vierge Marie.
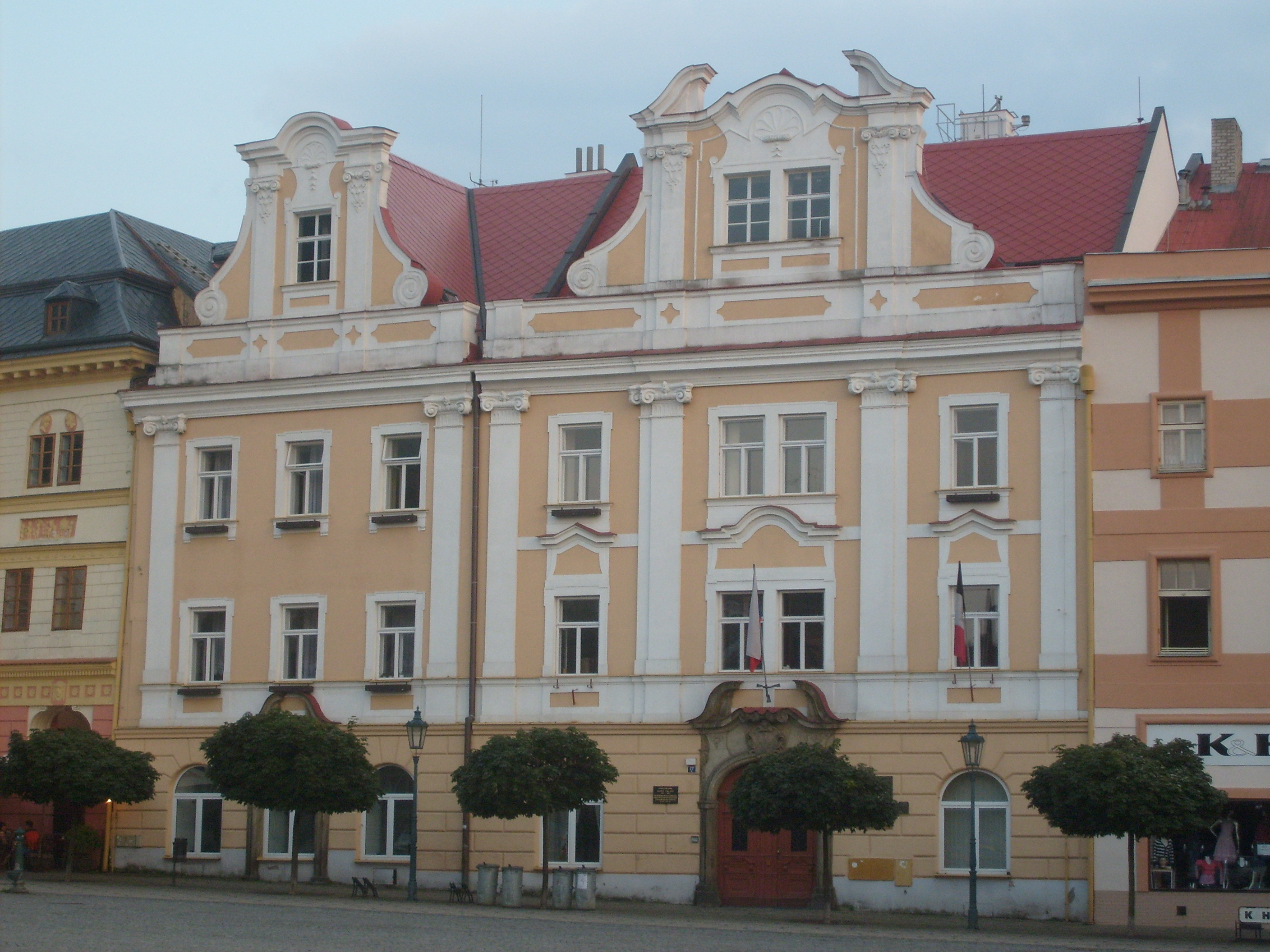
Hôtel de ville.

## Patrimoine
Comme de très nombreuses villes, petites ou moyennes, de Bohême, Chrudim a su conserver et rénover la vieille ville, et particulièrement la place centrale, le musée régional, et de nombreux autres édifices.
- Musée de la culture des marionnettes (Muzeum loutkářských kultur)

## Population
Recensements (*) ou estimations de la population :
| 1869*  | 1880*  | 1890*  | 1900*  | 1910*  | 1921*  |
| ------ | ------ | ------ | ------ | ------ | ------ |
| 10 586 | 13 240 | 13 484 | 14 413 | 14 996 | 14 620 |

| 1930*  | 1950*  | 1961*  | 1970*  | 1980*  | 1991*  |
| ------ | ------ | ------ | ------ | ------ | ------ |
| 14 776 | 15 210 | 16 460 | 18 238 | 21 393 | 23 643 |

| 2001*  | 2011*  | 2015   | 2016   | 2017   | 2018   |
| ------ | ------ | ------ | ------ | ------ | ------ |
| 23 898 | 23 239 | 23 002 | 23 061 | 23 102 | 23 133 |

| 2019   | 2020   | 2021*  | 2022   | 2023   | 2024   |
| ------ | ------ | ------ | ------ | ------ | ------ |
| 23 151 | 23 168 | 22 873 | 22 773 | 22 443 | 23 441 |

## Transports
Par la route, Chrudim se trouve à 11 km de Pardubice, à 35 km de Hradec Králové et à 122 km de Prague.

## Jumelages
La ville de Chrudim est jumelée avec :
- Motovun (Croatie)
- Oleśnica (Pologne)
- Svidník (Slovaquie)
- Znojmo (Tchéquie)

## Personnalités
- Viktorin Kornel de Všehrdy (1460-1520), humaniste, jurisconsulte et théoricien politique ;
- Joseph Ressel (1793-1857), ingénieur naval, inventeur de l'hélice propulsive ;
- Franz Xaver Fieber (1807-1872), entomologiste, mort à Chrudim ;
- Jaroslav Doubrava (1909–1960), compositeur, peintre et pédagogue ;
- Dušan Salfický (né en 1972), joueur de hockey sur glace ;
- Lukáš Veverka (né en 1982), réalisateur et motion designer.